# Moroï
Le moroï (en anglais murony) est une créature légendaire du folklore de Roumanie, assimilée aux vampires. Une femelle moroï est appelée moroaică.

## Description
La croyance veut que lorsqu'un enfant meurt avant d'être baptisé, il devient moroï. Mais un moroï désigne aussi un enfant de parents vampires, ou encore l'esprit néfaste d'une personne tuée par un vampire. Le moroï est différent des strigoï des mythes roumains : il est mortel alors que le strigoï est immortel, mais si un moroï est tué par un strigoï, il devient strigoï à son tour. Ces créatures mythiques, proches du cauchemar et héritières des stryges et des broucolaques de l'antiquité, étaient considérées par le christianisme comme des avatars du diable qui hantent les humains la nuit pour leur voler peu à peu leur force vitale. Elles ne pouvaient être détruites que si leur corps était déterré, qu’on leur enfonce une aiguille dans le front et qu’on transperce leur cœur avec un pieu en bois avant de les brûler. Cependant l'Église orthodoxe roumaine affirme qu'il s'agit là de superstitions païennes et que seul l'exorcisme chrétien, qui ne profane pas les morts, est efficace et acceptable.
Les moroï ont aussi des canines allongées, mais ils ne ressentent pas la soif de sang comme les strigoï et ne laissent pas obligatoirement de marque dans le cou des personnes dont ils sucent le sang. Les moroï se reconnaissent grâce à leurs yeux phosphorescents, à leur souplesse et à leur petite taille. Ils peuvent se métamorphoser en chien, en chat, en crapaud, en grenouille, en puce, en pou, en punaises ou en araignées.

## Étymologie
L'origine du nom de « moroï » n'est pas certaine. D’après l'Académie roumaine,, le terme pourrait venir du mot mora en vieux-slave.